# Elecciones de los Estados Unidos de 2020

Resultados de la ronda inicial de las elecciones primarias demócratas del primer distrito del Congreso de Alabama de 2020 por condado. Gardner: 70–80 % Gardner: 40–50 % Averhart: 40–50 % Averhart: 50–60 %

Las elecciones de 2020 en Estados Unidos se tuvieron lugar el 3 de noviembre de 2020.
Las opciones fueron:
- el presidente y vicepresidente o electores del Colegio Electoral, véase elección presidencial
- los 435 escaños de la Cámara de Representantes, ver Elección a la Cámara de Representantes
- 35 de 100 escaños en el Senado, a saber, 33 escaños de Clase II y una elección parcial en Arizona y Georgia, ver elecciones al senado.
- los gobernadores en once estados y dos áreas insulares
- las legislaturas estatales en todos los estados excepto Alabama, Luisiana, Maryland, Misisipi, Nueva Jersey y Virginia; también numerosas elecciones de alcaldes y locales así como las de ponentes.